# La Nova Esquerra de l'Eixample
La Nova Esquerra de l'Eixample és un barri administratiu del districte de l'Eixample de la ciutat de Barcelona, format amb la part del barri de l'Esquerra de l'Eixample que queda al costat Llobregat del carrer d'Urgell i l'avinguda de Sarrià, que el separen de l'Antiga Esquerra de l'Eixample.
Al barri hi ha els edificis de Can Batlló (actual Escola Industrial), la presó Model, l'Escorxador (actual Parc Joan Miró), la plaça de toros de les Arenes i la Casa Golferichs.

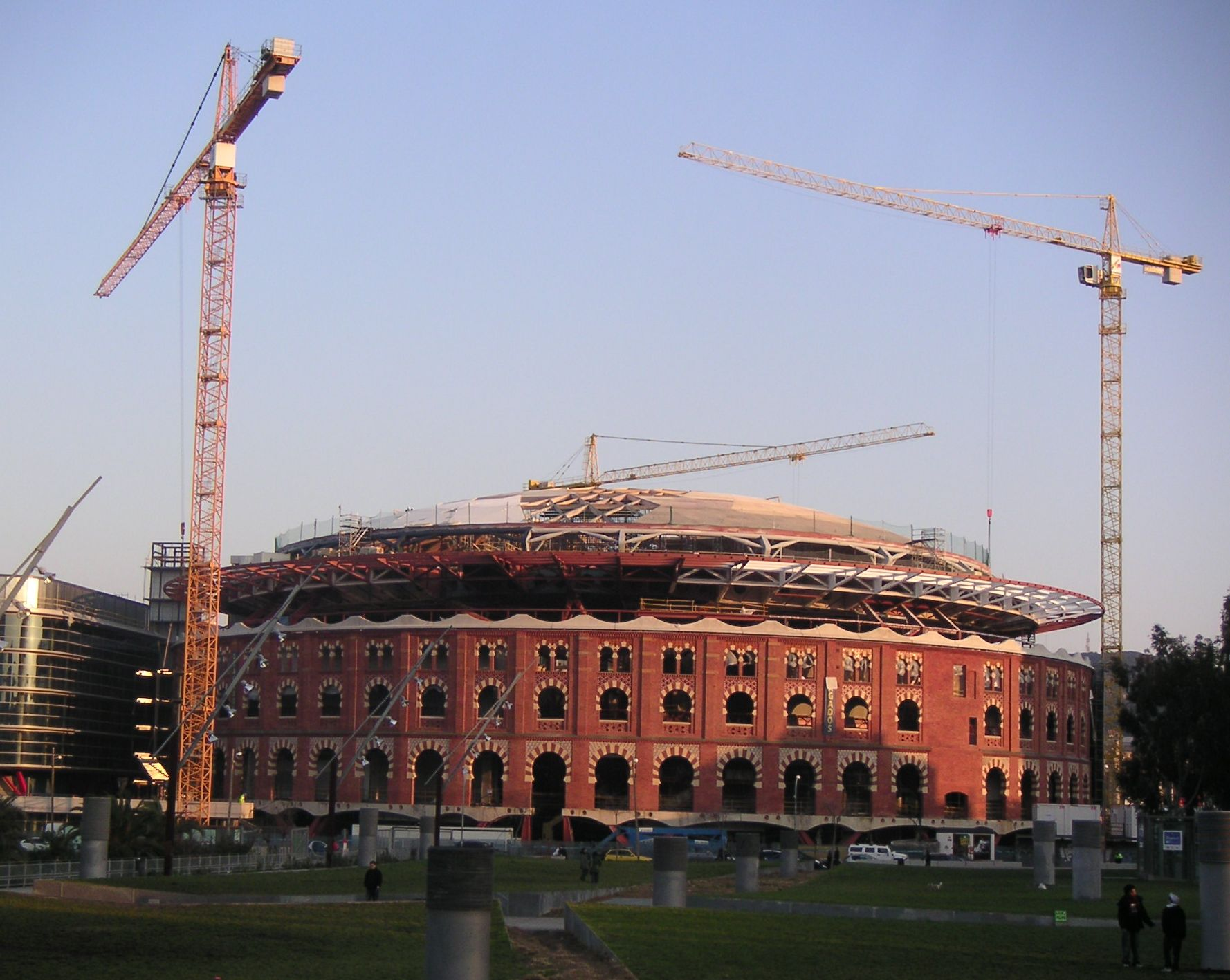
Plaça de toros de les Arenes durant la seva remodelació (2010)
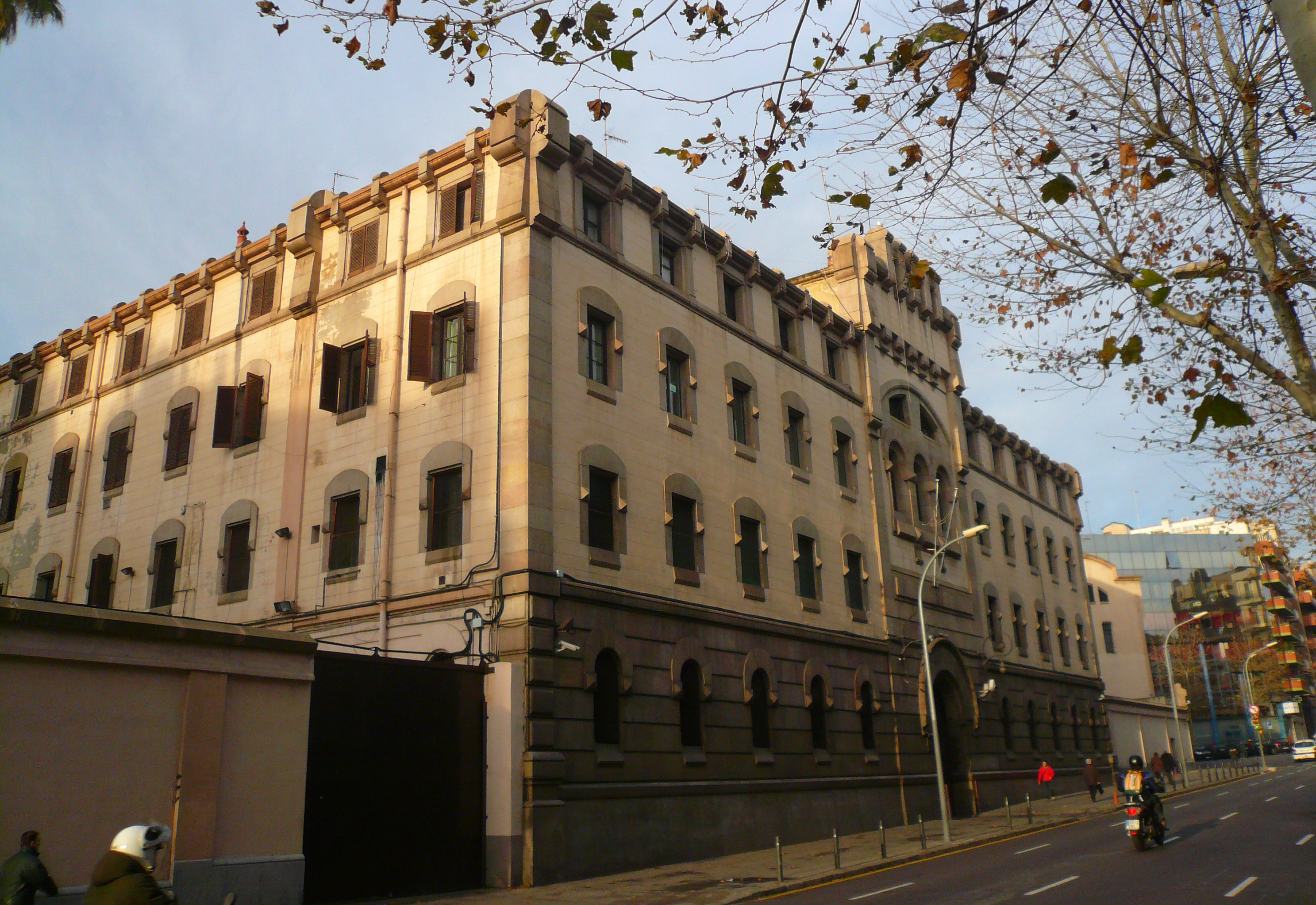
Presó Model
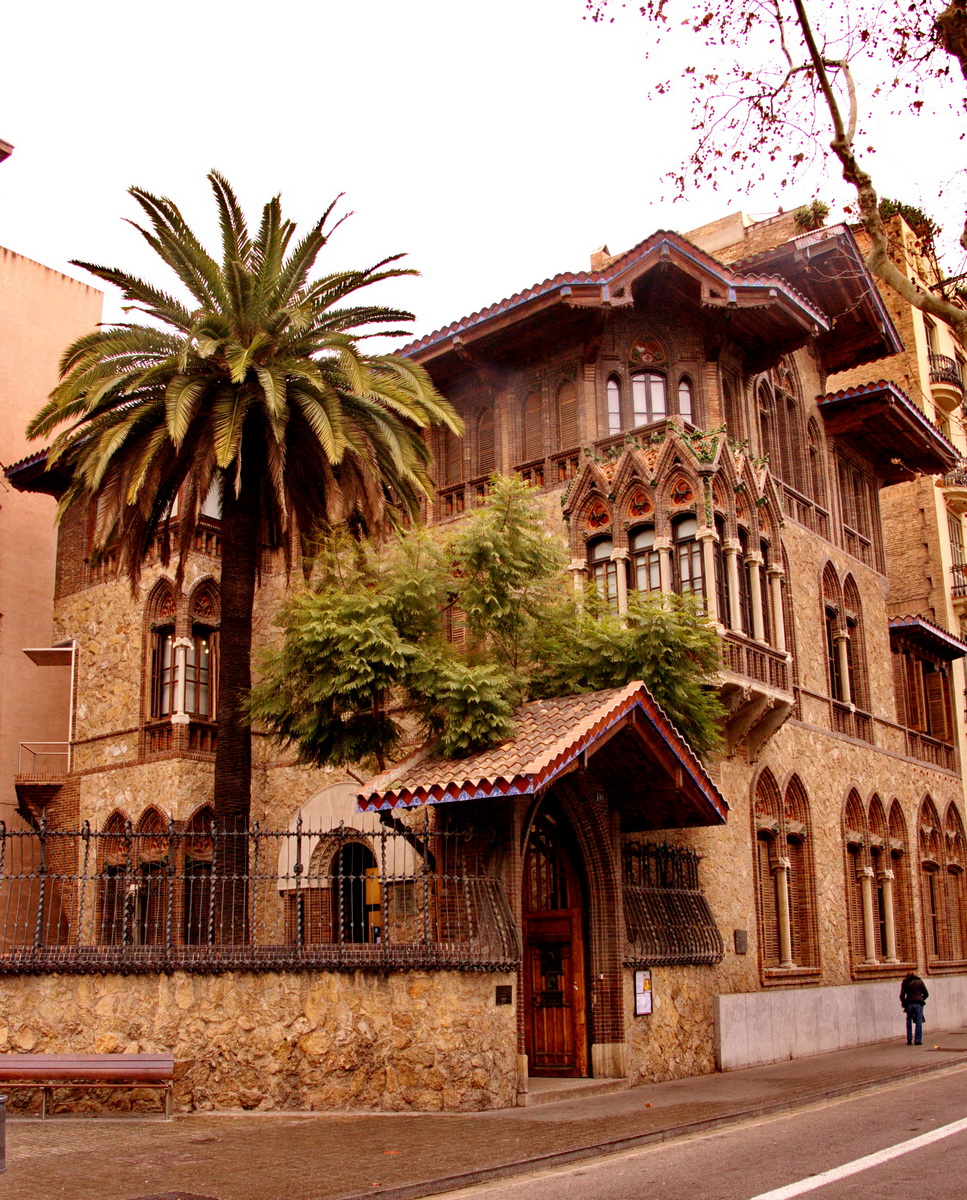
Casa Golferichs